# Universidade de Toronto Scarborough
A Universidade de Toronto Scarborough (UTSC) é um câmpus satélite da Universidade de Toronto, localizado em Scarborough, um distrito da cidade canadense de Toronto, Ontário. O câmpus foi inaugurado como Scarborough College em 1964 como parte da expansão da universidade no leste da metrópole, primariamente como um instituto para estudos nas artes e ciências.
Em 1983, devido ao seu crescimento, tornando-se uma universidade de tamanho moderado, o câmpus recebeu seu nome atual. UTSC possui uma parceria com o câmpus Ellesmere do Centennial College, fornecendo programas conjuntos, especialmente no campo das ciências da computação. O câmpus é também uma das poucas universidades do sul do Ontário a fornecer educação cooperativa nas áreas de administração de empresas e biologia. É também o único câmpus da Universidade de Toronto que oferece programas de educação cooperativa, onde estudantes são empregados por até três semestres em áreas relacionadas com a área de estudo.
O câmpus está presentemente passando por uma fase de expansão, onde um centro institucional será concluído em 2013, e um centro de natação, que será usado nos Jogos Pan-americanos de 2015.

## História
O local onde a Universidade de Toronto Scarborough atualmente localiza-se foi comprada em 1911 pelo empresário Miller Lash de Toronto, que desenvolveu o terreno em sua casa de verão, completo com uma mansão. O terreno foi adquirido por E. L. McLean em 1944 após a morte de Lash. Em 1963, a Universidade de Toronto comprou a propriedade de 202 acres de McLean por 650 mil dólares canaddenses, e a construção de prédios universitários começou em julho do ano seguinte.
Em 1964, a universidade foi estabelecida como Scarborough College, um câmpus satélite da Faculdade de Artes e Ciências da Universidade de Toronto. A universidade fez reformas extensivas da mansão de Miller Lash, que tornou-se conhecida como a residência do diretor.  Planejava-se que o Scarborough College fosse uma faculdade de televisão, que varia uso extensivo da última para uso educativo. As facilidades de produção de televisão e a infraestrutura foram construídas dentro do prédio. Professores recordariam suas leituras e colocar as gravações durante o tempo de classe, eliminando a necessidade dos professores de ir para sala de aula, e permitindo maior flexibilidade para eles.
Porém, o experimento foi mal-sucedido, visto que os estudantes não estavam satisfeitos com a falta de interação com os professores, e o plano foi abandonado em 1967. As telas de televisão ainda são usados pelos professores para apresentação de vídeos durante a classe, enquanto que a área de gravação tornou-se um teatro, o Teatro Leigha Lee Browne. Em 1972, o câmpus foi reorganizado como uma divisão administrada separadamente da Universidade de Toronto, e tomou o nome de Universidade de Toronto, Scarborough Campus em 1983. Em 1996, o nome da universidade foi mudado para University of Toronto at Scarborough (Universidade de Toronto em Scarborough), com at (em) sendo eliminado. Muitos sinais ainda mostram o nome antigo.